# Pratibha Patil

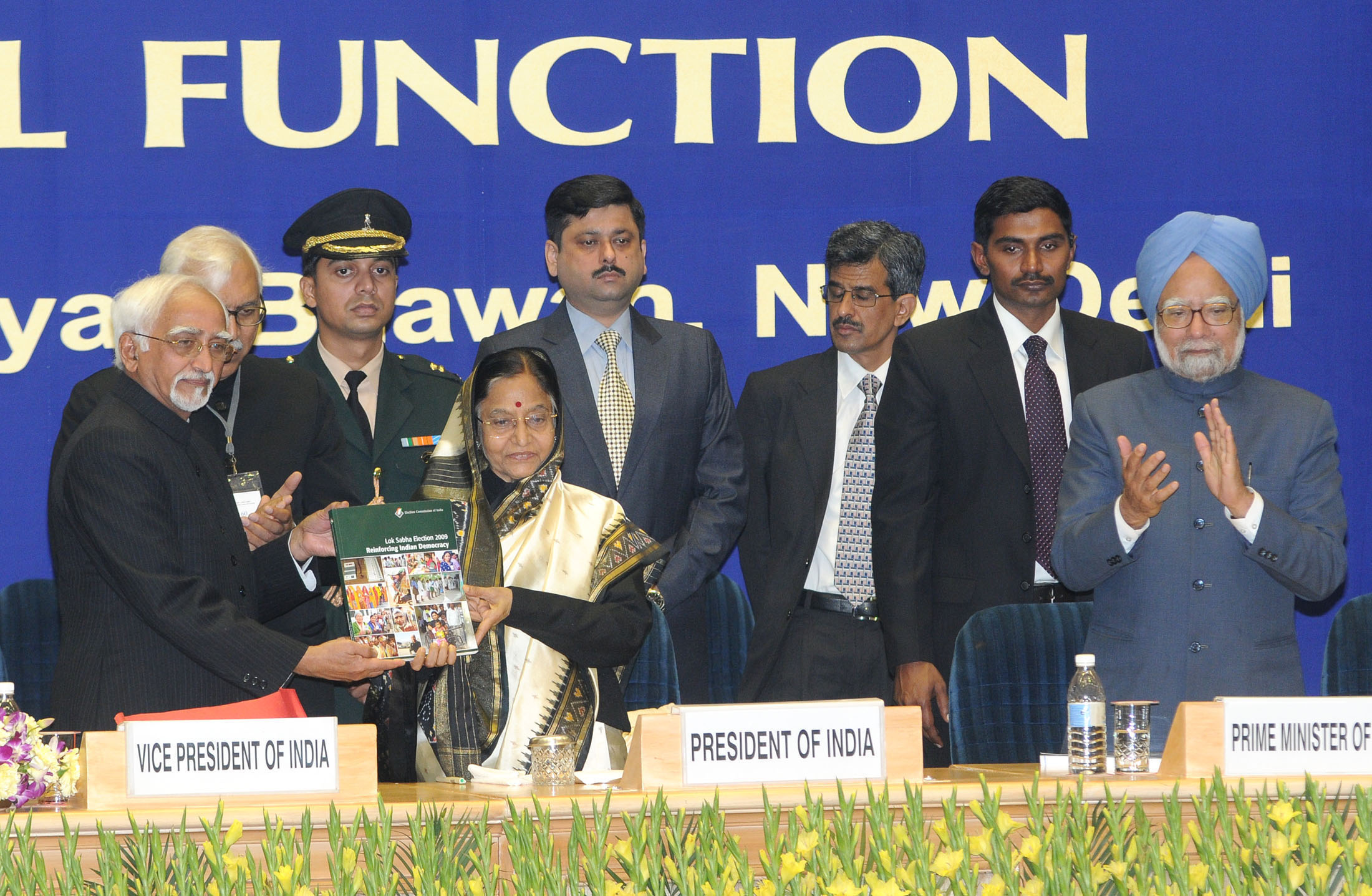
Pratibha Devisingh Patil com o então vice-presidente, Mohammad Hamid Ansari, e o então primeiro-ministro Manmohan Singh

Pratibha Patil, em língua marata प्रतिभा पाटील, (Nadgaon, 19 de Dezembro de 1934) é uma política indiana, foi presidente de seu país, de 2007 até 2012. Tomou posse do cargo em 25 de julho de 2007, tornando-se a primeira mulher a ocupar a presidência na Índia. Foi governadora do Rajastão de 2004 a 2007.
Pratibha Devisingh Patil nasceu em 19 de dezembro de 1934 na aldeia de Nadgaon, no distrito de Jalgaon, Maharashtra. Iniciou sua educação na RR Vidyalaya, em Jalgaon, e posteriormente conquistou um mestrado em Ciência Política e Economia no Mooljee Jetha College, também em Jalgaon. Além disso, obteve o grau de Bacharel em Direito (LL.B.) na Faculdade de Direito do Governo em Bombaim (Mumbai). Durante seus anos de faculdade, destacou-se não apenas nos estudos, mas também no campo esportivo, especialmente no tênis de mesa, onde conquistou vários prêmios em competições intercolegiais.

## Cargos ocupados
Pratibha Patil ocupou vários cargos oficiais durante sua carreira. São eles: 
| Período                                     | Posição |
| ------------------------------------------- | --- |
| 1967–72                                     | Vice-Ministro, Saúde Pública, Proibição, Turismo, Habitação e Assuntos Parlamentares, Governo de Maharashtra |
| 1972–74                                     | Ministro de Gabinete, Bem-estar Social, Governo de Maharashtra                                               |
| 1974–75                                     | Ministro de Gabinete, Saúde Pública e Bem-Estar Social, Governo de Maharashtra                               |
| 1975–76                                     | Ministro de Gabinete, Proibição, Reabilitação e Assuntos Culturais, Governo de Maharashtra                   |
| 1977–78                                     | Ministro de Gabinete, Educação, Governo de Maharashtra                                                       |
| 1979-1980                                   | Líder da Oposição, Assembleia Legislativa Maharashtra                                                        |
| 1982–85                                     | Ministro de Gabinete, Desenvolvimento Urbano e Habitação, Governo de Maharashtra                             |
| 1983–85                                     | Ministro de Gabinete, Suprimentos Civis e Bem-Estar Social, Governo de Maharashtra                           |
| 1986-1988                                   | Vice-presidente, Rajya Sabha                                                                                 |
| 1986–88                                     | Presidente do Comitê de Privilégios, Rajya Sabha; Membro, Comitê Consultivo de Negócios, Rajya Sabha         |
| 1991-1996                                   | Presidente, Comitê da Câmara, Lok Sabha                                                                      |
| 8 de novembro de 2004 - 23 de junho de 2007 | Governador de Rajasthan                                                                                      |
| 25 de julho de 2007 - 25 de julho de 2012   | Presidente da Índia                                                                                          |

Nas eleições de 2007, Prathiba obteve 2 931 votos votos contra 1 449 de Bhairon Singh Shekhawat.